# Martin Pape
Martin Pape (* 6. November 1927; † 26. Mai 2011 in Stuttgart) war ein deutscher Politiker. Er war Gründer und Vorsitzender der rechtsextremen Freiheitlichen Deutschen Arbeiterpartei (FAP).

## Leben
Der kaufmännische Angestellte Pape wurde am 28. März 1967 vom Zentralbüro der Unabhängigen Arbeiter-Partei als kommissarischer Landesleiter von Baden-Württemberg bestellt und am 24. November 1968 wegen „Untätigkeit“ seines Amtes enthoben. Eine Woche zuvor, am 18. November, hatte er die Sozial-Liberale Deutsche Partei (SLP) gegründet. Ab 1969 gab er die Monatszeitung Deutscher Standpunkt heraus. Den Katholizismus, insbesondere Jesuiten, hielt er für Weltverschwörer. 
Als Einzelbewerber beteiligte er sich in Stuttgart an den Bundestagswahlen 1969, 1972 und 1976, an den Landtagswahlen 1972 sowie an der Oberbürgermeister-Wahl 1974. 
Am 15. März 1978 benannte er seine SLP mit 196 Mitgliedern um in Freiheitliche Deutsche Arbeiterpartei (FAP). 1980 trat er bei den baden-württembergischen Landtagswahlen an, wobei er ein mittelständisches Programm vertrat, ein „Primat der deutschen vor der europäischen Einigung“ forderte und einen „freien Staat, in dem weder Kommunisten noch Jesuiten bestimmen“ wünschte. Pape verlangte die Heimholung aller „Volksdeutschen“ und die „Rückführung der Fremdarbeiter“, polemisierte gegen Alimente und Chaos an den Schulen. Der Parlamentarische Staatssekretär im Bundesinnenministerium, Carl-Dieter Spranger (CSU), konnte laut Angaben des Spiegel „bei einer Gesamtwürdigung“ des Programms keine „eindeutig rechtsextremistische Tendenzen“ feststellen.
Als im Jahr 1983 Michael Kühnen eine längere Haftstrafe antreten musste und dessen Aktionsfront Nationaler Sozialisten/Nationale Aktivisten verboten wurde, empfahl Kühnen seinen Mitstreitern, in die kleine FAP als neuen „legalen Arm der Bewegung“ einzutreten. Anfangs fand Pape Gefallen an der territorialen Ausdehnung mit neuen Landesverbänden in Baden-Württemberg, Nordrhein-Westfalen und Niedersachsen. Die etwa 1000 Unterwanderer machten in den folgenden Jahren mit gewalttätigen Aktionen Schlagzeilen. Pape, der auf dem Bundesparteitag 1986 wiedergewählt wurde, versuchte erfolglos mittels Strafanzeigen und Anrufung des Verfassungsschutzes Beistand zu erlangen. 1988 wurde er von Friedhelm Busse als Bundesvorsitzender der FAP verdrängt. Zur Europawahl in Deutschland 1989 trat er noch als Kandidat der FAP an.
Pape gründete im September 1990 die Deutsche Freiheits- und Arbeiterpartei (DFA), mit der er am 4. November 1990 bei der Oberbürgermeisterwahl in Stuttgart kandidierte und 341 Wählerstimmen erhielt. Als Direktkandidat bei den Bundestagswahlen 1994 erreichte er noch weniger Wähler. Eine erneute Kandidatur bei der Oberbürgermeisterwahl 1996 schied für ihn aus Altersgründen aus.